# نهر فولتا
نهر فولتا:يقع حوض نهر فولتا في غرب أفريقيا  ، و تبلغ مساحته حوالي 400,000 كم2 و عمقه 14 متراً، ويقطع ست دول هم:بنين و بوركينا فاسو و كوت ديفوار و غانا و مالي و توغو.
يقع 85% من حوض النهر في بوركينا فاسو و غانا ، بينما 15% في باقي الدول، ويعتمد 19 مليون شخص على النهر بشكل مباشر أو غير مباشر.

## روافد النهر
- فولتا البيضاء.
- فولتا السوداء.
- فولتا الحمراء.